# Heterixalus betsileo
Heterixalus betsileo là một loài ếch thuộc họ Hyperoliidae.
Đây là loài đặc hữu của Madagascar.
Môi trường sống tự nhiên của chúng là rừng ẩm vùng đất thấp nhiệt đới hoặc cận nhiệt đới, vùng núi ẩm nhiệt đới hoặc cận nhiệt đới, xavan ẩm, đồng cỏ nhiệt đới hoặc cận nhiệt đới vùng ngập nước hoặc lụt theo mùa, đồng cỏ nhiệt đới hoặc cận nhiệt đới vùng đất cao, đầm nước, đầm nước ngọt, đầm nước ngọt có nước theo mùa, đất canh tác, vườn nông thôn, các vùng đô thị, rừng trước đây suy thoái nghiêm trọng, ao, đất có tưới tiêu, đất nông nghiệp có lụt theo mùa, và kênh đào và mương rãnh.